# Chirino (Monte Plata)
Chirino es un distrito municipal situado en la provincia de Monte Plata, República Dominicana. Según el censo de 2010, tiene una población de 7951 habitantes.

## Situación
Perteneciente al municipio que lleva el mismo nombre de la provincia, al igual que Don Juan y Boyá, está ubicado en la parte central este de la provincia, en medio de Monte Plata y Bayaguana, limitando al norte con el municipio cabecera Monte Plata, al oeste con la provincia de Santo Domingo Norte (La Victoria), al sur con Santo Domingo Este (San Luis) y al este con el municipio de Bayaguana.

## Hidrología
Los principales ríos son Ozama (Casueza y San Juan), río Yabacao (Yabacao, el Talao, Pueblo Nuevo)  y río Savita (San Francisco, Caguaza, Chirino).

## Economía
La principal actividad económica de Chirino es la agropecuaria y ganadería, siendo los principales productos: cacao, arroz, auyama, chinola, ñame, yuca y yautia, palma africana y otros. En cuanto a ganadería, es importante la vacuna, tanto de leche como carne, a partir del 2005 se han formado organizaciones de pequeños comerciantes de la leche, quienes fabrican queso, yogur, entre otros.
En la década de los 80 se establece Induspalma, la principal fuente de empleo de Chirino y zonas aledañas, anteriormente la mayor fuente de empleo era el Ingenio de San Luis con la plantación de caña de azúcar en los parajes: San José, San Juan, El Talao y Yabacao, hasta que cesó la producción azucarera a finales de los 90. Induspalma  es una agroindustria dedicada al cultivo y procesamiento de la Palma Africana, para la obtención de aceite de palma y de palmiste, con esta actividad se apoya el desarrollo económico y social del Distrito Municipal, al impactar positivamente en el entorno ecológico de la zona donde están establecidas las siembras, creando un bosque tropical de más de 5.000 hectáreas de palmas. 
Otra de las empresas que tiene su centro de operaciones en Chirino, específicamente en la comunidad de Pueblo Nuevo, es Ron Matusalem, contribuyendo  a la creación de fuentes de empleos, en Chirino y todo el municipio de Monte Plata. 

## División administrativa
El distrito municipal de Chirino tiene un alcalde que es elegido en las elecciones al congreso y municipales. Esta Junta de Distrito Municipal recibe un presupuesto anual de RD$ 22,247,809 (2022), el cual es muy limitado para todos los parajes y secciones que pertenecen al distrito municipal, entre los cuales se encuentran:
- San Francisco (Sección) a 5.3 km
- Pueblo Nuevo  (Paraje)  a 8.0 km
- El Talao      (Paraje)  a 7.6 km
- La Altagracia (Paraje)  a 9.0 km
- Las Mercedes  (Paraje)  a 8.5 km
- San Juan      (Sección) a 5.6 km
- Chucho Salas  (Paraje)  a 9.0 km
- Cruz Verde    (Paraje)  a 8.5 km
- Casueza       (Paraje)  a 6.0 km
- San José      (Paraje)  a 3.0 km
- Jobo Grande   (Paraje)  a 7.0 km
- Caguaza       (Paraje)  a 2.0 km
- Yabacao       (Sección) a 10  km
- Villa Juana   (Paraje)  a 4.4 km